# 일본의 텔레비전 애니메이션 목록/ㅊ
일본의 텔레비전 애니메이션 목록 (ㅊ)에서는 ㅊ으로 시작되는 제목의 일본의 애니메이션을 서술한다.

## 차
- 차지맨 켄!
- 창천의 권

## 챠
- 없음

## 처
- 천년여왕
- 천사소녀 새롬이
- 천원돌파 그렌라간
- 천하무적 멍멍기사
- 철인 28호
- 첫사랑 한정
- 청의 엑소시스트

## 쳐
- 없음

## 초
- 초속 5센티미터
- 초시공요새 마크로스
  - 초시공요새 마크로스 Flash Back 2012
  - 초시공요새 마크로스: 사랑, 기억하고 있습니까?
- 초인 로크
- 초전자머신 볼테스 V
- 최강무장전 삼국연의
- 최근, 여동생의 상태가 조금 이상한 것 같다만
- 최종병기 그녀

## 쵸
- 쵸콧토 시스터

## 추
- 추억은 방울방울
- 축구왕 슛돌이
- 축복의 캄파넬라
- 충사
- 취성의 가르간티아

## 츄
- 없음

## 츠
- 없음

## 치
- 없음